# Бягство към живота
„Бягство към живота“ (на английски: Running on Empty) е американски филм от 1988 година, драма на режисьора Сидни Лумет по сценарий на Наоми Джилънхол.
В центъра на сюжета е младеж, израснал в семейство, което дълги години се укрива и мести из страната, след като родителите участват в организиран от крайно лява организация терористичен акт. Той проявява необичайна дарба в свиренето на пиано и е приет в престижното музикално училище „Джулиард“, и трябва да реши дали да остане със семейството си, или да прекъсне всички връзки с него. Главните роли се изпълняват от Ривър Финикс, Кристин Лахти, Джъд Хирш.
„Бягство към живота“ получава „Златен глобус“ за сценарий и е номиниран за „Оскар“ за сценарий и за поддържаща мъжка роля (на Ривър Финикс).